# Соня Кристина
Соня Кристина Линвуд (англ. Sonja Kristina Linwood; 14 апреля 1949, Брентвуд, Эссекс, Англия) — британская певица, гитаристка и автор песен, наибольшую известность получившая как вокалистка Curved Air.

## Биография
Соня Кристина Линдвуд (родилась в Брентфорде, графство Эссекс, 14 апреля 1949 года в семье известного криминолога, имеющей шведские корни (она — внучка актрисы Герды Лундквист).

### Начало музыкальной карьеры
В 13 лет Соня Кристина дебютировала на сцене, выступив в Swan Folk Club в Ромфорде. Свой первый профессиональный концерт она дала на фолк-фестивале в Саутгейте (северный Лондон) год спустя. В это же время она несколько раз появилась на телевидении, в детской программе «Song and Story». Позже Соня Кристина вспоминала, что мысль о том, чтобы стать профессиональной певицей, появилась у неё после интервью Дасти Спрингфилд (тогда — одной из её любимых исполнительниц), в которой та расписывала прелести «кочевой жизни».
Поступив в Колледж драмы и декламации (англ. New College of Speech and Drama), Соня Линвуд продолжала выступать в фолк-клубах; вскоре у неё появился и первый менеджер, Рой Гест, который также управлял делами Эла Стюарта, Баффи Сент-Мари и Джона Кэмерона, в то время в качестве аранжировщика сотрудничавшего с Донованом. Благодаря Гесту Линвуд получила возможность выступить (под именем Sonja) на нескольких больших концертах, в том числе и в Marquee Club (где ей впервые аккомпанировала не фолк-, а поп-группа, Picadilly Line), а кроме того близко познакомиться — сначала с Кэмероном (который стал её первым бойфрендом), потом с самим Донованом, одним из её тогдашних кумиров.
В клубе Marquee Соня Кристина впервые услышала Manfred Mann и The Who; заинтересовалась роком и ритм-энд-блюзом. В Speakeasy она познакомилась с Брайаном Джонсом и Джими Хендриксом, затем открыла для себя клуб Troubadour (в Эрлс Корт), где стала выступать (уже и в качестве автора собственных песен) регулярно по средам (под сценическим именем Sonja), нередко с приглашёнными друзьями-хиппи устраивая на сцене красочные хэппенинги с использованием восточных инструментов и магической атрибутики. В те же дни она несколько раз появлялась на телевидении в детской программе «Song and Story».

#### Strawbs
Вскоре после ухода Сэнди Денни из Strawbs на смену ей была приглашена Соня Кристина. С ней группа провела множество репетиций с тем, чтобы воссоздать для концертов материал альбома, записанного с до этого с Денни. Однако, Соня дала с группой лишь один концерт в Челмсфорде, после чего покинула состав.
Её пребывание в Strawbs было недолгим, но оно оставило свой отпечаток в истории группы. Дэйв Казинс говорил, что песню «Or Am I Dreaming» написал о Соне Кристине. Кроме того, именно ей было посвящено стихотворение «Silver Smile», включённое им позже в поэтический сборник «The Bruising of Hearts, The Losing Of Races» (1993).

#### Мюзикл «Hair»
Наконец мне предоставили академический отпуск. Я постоянно спала на лекциях — очень уж пыталась взять от жизни сразу всё. Училась не то, чтобы плохо, но — мало, как мне сказали. И вот, захожу как-то в офис к Рою. "А, видел объявление о театральной постановке: это как раз тебе подойдет! — восклицает он. — Требуются хиппи, представляешь? Чтобы хорошо двигались на сцене и при этом были бы обязательно членами Equity. Так я оказалась в «Hair». Оригинальный текст (англ.)…And then my college gave me a year’s leave of absence because I was always sleeping at lectures, trying to burn my candle at both ends. The didn’t say my work was bad, but that  I wasn’t doing enough of it. Shortly after that I wandered into Roy’s office and he said – ah, I’ve seen an advertisement of the theatre show that would be very good for you. It was saying, hippies wanted, you know! Must be good movers. Equity members only… And it just so happened that because I’ve been with him, he joined me with Variety Artists federation and it merged with Equity, so I’ve already had an Equity card. So that’s how I joined Hair.

В 1968 году Соня Кристина явилась на прослушивание, получила роль Крисси в лондонской постановке мюзикла «Волосы» («Hair») и начала выступать на сцене Shaftesbury Theatre. В оригинальный саундтрек Hair была включена песня «Frank Mills» в её исполнении, вскоре выпущенная синглом.
На театральной сцене Соня провела 2,5 года, причем выступала без перерыва, даже когда была беременна («…Режиссёр сказал: да ничего страшного: по сюжету там вполне допускаются две беременные женщины!..»). Она не пропускала ни одного спектакля, даже когда стала участницей Curved Air, а «…если болела — просто накачивалась лекарствами, чтобы как-то стоять на ногах, а после спектакля уже отсыпалась». Эта работа дала ей неоценимый — не столько профессиональный, сколько психологический опыт, сделав виртуозной исполнительницей, способной легко подчинять себе аудиторию. При этом она расширяла и круг знакомых на рок-сцене: в их числе появились участники таких групп, как Hawkwind и Pink Fairies.

### Curved Air
Продюсером «Hair» был Гелт МакДермотт, вторая музыкальная постановка которого, «Who the Murderer Was», шла в Mercury Theatre (Ноттинг-хилл Гейт). В числе групп, выступавших на этом, втором спектакле, была Curved Air, в недавнем прошлом — Sisyphus. Начинающий менеджер Марк Ханау (Mark Hanau), захотел взять под свою опеку Curved Air: услышав Соню Кристину на сцене, он предложил музыкантам пригласить её в состав, поскольку, как он полагал, группе требовался именно женский вокал.
1 января 1970 года Рой Гест позвонил Соне Кристине (которая находилась в то время с ребёнком в Эссексе у родителей) и сообщил о приглашении. Прослушав, сидя на ступеньках театра, полученную от него кассету, она пришла в восторг. Вскоре стало ясно, что новая вокалистка способна внести гораздо больший творческий вклад в развитие группы, чем можно было предположить:
Группе требовались тексты: у них было множество кусочков и  набросков, которые требовалось соединить воедино. Тексты - это было моё призвание: я всегда любила экспериментировать со словом. Кроме того, меня попросили разработать вокал и добавить вибрато, что было нетрудно, ведь я давно восхищалась голосом Баффи Сент-Мари.
Новое, характерное звучание Curved Air, возникло мгновенно: группа почти сразу же подписала контракт с Warner Bros. и отправилась в непрерывные гастроли, которые продолжались 9 месяцев. При этом компания оказала участникам серьёзную финансовую поддержку и за свой счёт поселила всех в огромную квартиру (87 Redington Road в Хэмпстеде), оформленную под океанский лайнер. Соня Кристина перебралась сюда из Эссекса и здесь провела первые два года своей жизни в Curved Air.
Группа выпустила один за другим три экспериментальных, но при этом коммерчески успешных альбома: Airconditioning (#8, UK), Second Album (# 11), Phantasmagoria (#20), пик популярности ознаменовав хит-синглом Back Street Love. Однако, тут же последовала обратная реакция: пресса негативно отреагировала на чрезмерные маркетинговые усилия Warner Bros.; кроме того в группе обострились музыкальными разногласия: Уэй и Линвуд настаивали на ужесточении звучания, Монкман был их основным оппонентом. Об эволюции музыкального мировоззрения Сони Кристины свидетельствует краткий список её любимых альбомов тех лет: The Rise and Fall of Ziggy Stardust and His Spiders from Mars Боуи, «Electric Ladyland» Джими Хендрикса, «The Dark Side of the Moon» Pink Floyd, Birds of Fire (Mahavishnu Orchestra).
После распада первого состава Соня Кристина и Майк Веджвуд пригласили к участию Эдди Джобсона (взявшегося совмещать функции Уэя и Монкмана одновременно), Кёрби и Джима Рассела. Состав, игравший уже более жёсткий рок, записал «Air Cut» и материал полноформатного альбома, который в своё время так и не вышел, но был 16 лет спустя издан под заголовком «Lovechild».
Это был чисто пиратский по сути альбом, составленных из моих демо-пленок, переданных менеджером компании Warner Bros. Последние вдруг увидели, что я осталась единственной участницей первого состава группы, и наверное по этой причине решили, что исполнять по отношению ко мне контрактные обязательства теперь необязательно. Это означало конец Curved Air, по крайней мере, временный. — Соня Кристина.

Группа распалась. Соня Кристина, которой пришлось одной воспитывать сына, оказалась без средств к существованию. Некоторое время она работала в магазине обоев, потом поступила на должность крупье в лондонский Playboy Club, где расхаживала в более чем откровенных одеяниях (позже это подтолкнуло её к созданию нового, эротизированного имиджа — во второй версии Curved Air). Последовало возрождение мюзикла «Hair»: певице предложили в постановке уже ей знакомую роль, и она выступала на театральной сцене около полугода. Осенью 1974 года Уэй, Монкман и Пилкингтон-Микса решили возродить Curved Air (пятым стал басист Фил Кон). Реюнион был вызван финансовыми проблемами — группе грозил иск из-за невесть откуда взявшихся долгов:
У нас накопилось множество неоплаченных счетов. Откуда они взялись, об этом спросить менеджмент. Мы ведь не разбирались в тонкостях бизнеса, просто получали зарплату в конце каждой недели и тратили эти деньги. Потеряв работу, лишились заработка. Только сейчас мы начали получать гонорары за те записи. Огромные деньги кто-то тратил от нашего имени: и эти долги нам потом оплачивать в течение многих лет. — Соня Кристина.
В результате появился Live — альбом, связанный у вокалистки группы с воспоминаниями о не самом приятном периоде её жизни:

Live Album записывался, когда в мыслях я была далеко. Мой первый брак распался, я буйствовала, пила и курила и вообще прожигала жизнь, как могла… И вдруг оказалась в Curved Air — группе, которая уже исполняла гитарный рок и гастролировала с Country Joe and the Fish и Cozy Powell Band. Я была совершенно потеряна и оголена — это все перешло и в мой голос. Перед выходом на сцену я выпивала и вообще вела себя как это было принято в рок-н-ролле тех лет. Музыканты группы очень помогли мне поддержкой в этот трудный период моей жизни. С другой стороны, зрителям это нравилось. Им нравилось видеть, как кто-то на людях сходит с ума. — Соня Кристина в интервью Cherry Red TV:
Оригинальный текст (англ.)Live Album was done when I was somewhere else. My first marriage has broken, I was partying and drinking and smoking burning my candle at both ends… And I suddenly found myself in Curved Air doing guitar rock thing supporting Country Joe and the Fish and Cozy Powell band. Because I was much more abandoned and raw, it came out in my voice. I felt like I wanted just to let go and be high-octaned. I would drink before I’d go onstage and do things in proper rock and roll fashion of the time. But the band was very supportive and they’ve kinda looked after me through this very troubled period of my life… But the audience love to see that as well, they loved to see somebody completely out of heads in public.

После тура и выпуска альбома долги были погашены, и Монкман и Пилкингтон покинули группу. Был собран новый состав (Кристина, Уэй, Копленд, гитарист Мик Джакс, клавишник Пит Вудс и бас-гитарист Джон Перри, которого заменил в 1976 году Тони Ривз из Greenslade), который выпустил ещё два альбома, Midnight Wire и Airborne, но возродить прежнюю атмосферу поиска и эксперимента не удалось. Уэй ушёл первым, но с заменившим его Алексом Ричманом Curved Air продержались лишь несколько месяцев, об окончательном распаде объявив в начале 1977 года. Копленд перешёл в The Police, Ривз реформировал Greenslade, Кристина наконец-то занялась сольной карьерой, начало которой так долго откладывалось.

### Сольная карьера
Первым делом Соня Кристина вернулась на театральную сцену. Она выступала на Вест-Энде, в частности, в том же мюзикле «Hair», театре Fringe, несколько раз появлялась на телевидении. Затем она образовала собственную группу Escape: коллектив был ориентирован на хард-рок и во многом напоминал Curved Air времен альбома Air Cut.
С новой группой (и продюсером Найджелом Греем, работавшим в студии Surrey Sound Studios) первый сольный альбом Sonja Kristina, выпущенный в 1980 году небольшим британским лейблом Chopper Records. В числе музыкантов, участвовавших в записи, были Лиэм Генокки (Steeleye Span, Gillan, Soft Machine, Джерри Рафферти) и Дэррил Уэй. Музыкальная критика отметила в альбоме как минимум две сильных вещи, «Full-Time Woman» и «Colder Than a Rose in Snow», но в целом Соня Кристина осталась им недовольна:
Демоверсия <альбома> звучит намного лучше; дух группы – а она сыграла очень энергично - там чувствуется лучше. По-моему, альбом оказался слишком сдержан и при этом излишне запродюсирован. И он многое потерял: оказался словно бы опустошенным, когда работа оказалась закончена. То есть, материал-то есть, но «Colder Than a Rose» — единственная песня, которая меня радует. «Man He Colour» — так, ничего. «Full Time Woman»? Неплохая песня, но честно говоря, я не думаю, что отдала ей должное в полной мере. Оригинальный текст (англ.)I did a much better version as a demo which had the spirit of the band, which was really energetic. I felt the album was too self-conscious, it was over-produced, and it lost a lot — it was almost brain-dead, in my opinion, by the time it was finished. I mean, the material is there, but «Colder Than a Rose» is the only one that I’m really pleased with. "Man He Colour" is OK, I suppose. You liked "Full-Time Woman?" It's a good song, but I don't think I did it justice,  really.
«Fade Away» и «Street Run», по мнению Сони Кристины, гораздо лучше звучали на концертах.
Почти сразу же после выпуска альбома группа распалась: басист Элфи Агью (Alfie Agius) присоединился к The Teardrop Explodes, гитарист Стив Бёрд позже играл с Иэном Гилланом и Ким Уайлд, клавишник Эндрю МакКрори-Шенд (Andrew McCrorie-Shand) сотрудничал с Druid (впоследствии он написал музыку к телесериалу Teletubbies).
В 1985 году Соня Кристина вышла в турне в сопровождении группы из Хай-Вайкомба Tunis, одновременно выпустив ЕР «Walk on By» (Crunchy Records), записанный при участии Уильяма Орбита и легендарного джазового саксофониста Терри Лайтфута. Tunis был коллективом чисто концертным, по стилю мало отличался от Escape и в его репертуаре преобладал материал первого сольного альбома.
Затем Соня Кристина взяла продолжительный отпуск, занявшись воспританием сыновей, а в 1988 году вновь появилась на лондонской театральной сцене, сыграв главную роль в спектакле Тони Крейза (Tony Craze) «Shona» — о девушке, страдающей шизофренией.
В 1990 году Соня Кристина присоединилась к возрождённым Curved Air и дала с группой два концерта. Запись одного из них вышла альбомом Alive, 1990. После распада группы она отправилась в студию и записала материал, который только что пела на сцене. Промосингл содержал в себе хит Curved Air «Back Street Luv», сделанный в acid-folk-ключе, а также новую версию «Colder Than a Rose», песни с её первого сольного альбома. На втором сингле были её собственные вещи: «Anna» и «Devil May Care», первая из которых (о мучениях, связанных с разрывом жизненных связей) была тематически близка к таким песням Curved Air, как «Melinda (More or Less)», «The Purple Speed Queen», «Orange Street Blues» и «Midnight Wire».

#### Acid folk
В 1991 году Соня Кристина вернулась на музыкальную сцену с концепцией, которая многим показалась новой и оригинальной, но для неё знаменовала возвращение к корням. Выступая в клубах Troubadour, Crypt, и Club Dog, она возглавила лондонское движение эйсид-фолк, призванное возродить на новом уровне и в новом сочетании ранние фолк и психоделию. Соне Кристине аккомпанировал в эти годы состав, известный как TY-LOR and Friends. Дуэт TY-LOR составляли братья Тим и Саймон Уитэйкер (акустическая гитара и перкуссия соответственно). В категорию «friends» входили, как правило, виолончелистка Али Маккензи, скрипач Пол Сайлас и басист, известный как Honk. Группа много гастролировала и успешно выступила на Редингском фестивале.
В стиле acid folk выдержаны три альбома Сони Кристины: Songs From the Acid Folk (1991), Harmonics of Love (1995) и Cri De Coeur (2003). В первый из них вошли 12 акустических песен, включая обработку классической «Melinda (More or Less)», а также новые новые версии двух песен её первого сольного альбома: «Man He Colour» и «Rollercoaster». Критика отметила необыкновенную откровенность текстов пластинки, особенно «This Is Not a Sanctuary», «If This Was Love» и «One to One». Альбом был в перевыпущен в 2000 году корейским лейблом Si-Wan в роскошной упаковке и с буклетами.
После пяти лет непрерывных гастролей Соня Кристина прекратила выступать: она занялась изучением феномена «целительства звуком» и стала преподавать музыку в Университете графства Мидлсекс.

#### MASK
Соня Кристина вновь вернулась на сцену в 2003 году в качестве участницы экспериментального эмбиент-джаз-дуэта MASK с композитором, виолончелистом и продюсером Марвином Айерсом. Задачей проекта (как говорится на сайте), является «…создание экспериментальных вокально-струнных пейзажей, в которых соединены элементы эмбиента, электроники, транса и классическоей музыки». Первый CD (макси-сингл) Healing Senses дуэт выпустил в августе 2005 года. За ним последовал двойной Heavy Petal, the Tenebrous Odyssey of Jack and Virginia, приложением к которому вышли фильмы, снятые режиссёром, известным под псевдонимом Outerbongolia. Второй альбом «Technopia», ожидается в 2009. Заглавный трек альбома вышел синглом 6 октября 2008 года.
Начиная с 2008 года Соня Кристина — вновь участница воссоединившихся Curved Air. Группа гастролирует с материалом нового студийного альбома Reborn.

### Личная жизнь
В конце 1970-х годов Соня Кристина Линвуд вышла замуж за барабанщика Стюарта Копленда, одного из основателей The Police; имеет троих детей. После 16 лет совместной жизни супруги расстались.

## Дискография

### Альбомы

#### Curved Air
- Airconditioning (1970)
- Second Album (1971)
- Phantasmagoria (1972)
- Air Cut (1973)
- Live (1975)
- Midnight Wire (1975)
- Airborne (1976)
- Lovechild (записан в 1973, выпущен в 1990)
- Live At The BBC (1995)
- Alive, 1990 (2000)
- Masters From The Vaults
- Reborn (2008)

#### Sonja Kristina
- Sonja Kristina (1980)
- Songs From The Acid Folk (1991)
- Harmonics Of Love (1995)
- Cri De Coeur (2003)
- Heavy Petal (MASK ft Sonja Kristina, 2005)

#### Другие релизы
- Hair soundtrack (1968)
- Vampires Stole My Lunch Money, Mick Farren (1978 — Соня Кристина и Крисси Хайнд исполнили здесь партии бэкинг-вокала)
- Sheep In Wolves' Clothing, Motorheadbangers (2008, трибьют Motörhead: Соня Кристина исполнила акустическую версию «I Don’t Believe A Word»)

## Комментарии
1. ↑  Equity — профсоюз британских актёров, просуществовавший до 1981 года.